# Gézhelyzet, avagy kórház a káosz szélén
A Gézhelyzet, avagy kórház a káosz szélén (eredeti cím: Intern Academy) 2004-ben bemutatott kanadai filmvígjáték, melynek rendezője, forgatókönyvírója és egyik főszereplője Dave Thomas. 

## Cselekmény
A történet egy csoport segédorvos és nővér történetét meséli el, akik St. Albert's-ben, az ország legrosszabb oktatókórházában dolgoznak. A film elsősorban munkahelyi és párkapcsolati konfliktusokkal foglalkozik.
Az intézményt dr. Cyrill Kipp vezeti, aki azon dolgozik, hogy a kórházat ne zárják be, mivel minden felszerelését értékesítették a feketepiacon. A munkára felkészítő foglalkozáson, amit dr. Whiteside vezet, összekeverik a vérkészítményeket, felrobbantanak táskákat, és hasonló, botrányos dolgokat csinálnak. A diákok között van Mike Bonnert is, akinek a szülei fizikusok, Mtzi, aki sztriptíztáncosként keresi meg az iskolához szükséges pénzt, és a naiv Cristine Lee, aki részegen elveszíti gátlásait.

## Szereplők
| Szerep                    | Színész             | Magyar hang         |
| ------------------------- | ------------------- | ------------------- |
| Mike Bonnert              | Peter Oldring       | Ifj. Morassi László |
| Dale Dodd                 | Pat Kelly           | Szabó Máté          |
| Marlon Thomas             | Viv Leacock         | Papp Dániel         |
| Mira Towers               | Ingrid Kavelaars    | Mics Ildikó         |
| Christine Lee             | Jane McLean         | Haffner Anikó       |
| Mitzi Cole                | Christine Chatelain | Ruttkay Laura       |
| Cynthia Skyes             | Lynda Boyd          | Ullmann Zsuzsa      |
| Sarah Calder              | Carly Pope          | Huszárik Kata       |
| Dr. Denton Whiteside      | Dave Foley          | Kőszegi Ákos        |
| Dr. Omar Olson            | Dave Thomas         | Konrád Antal        |
| Dr. Cyrill Kipp           | Dan Aykroyd         | Koroknay Géza       |
| Dr. Roger "Tony" Toussant | Maury Chaykin       | Palóczy Frigyes     |
| Dr. Anton Keller          | Matt Frewer         | Galbenisz Tomasz    |
| Dr. Sam Bonnert           | Saul Rubinek        | Tarján Péter        |
| Dr. Susan Bonnert         | Sue Huff            |                     |

## A fim készítése és bemutatója
Az eredeti angol változatnak, melynek végleges címe Intern Academy lett, számos lehetséges neve volt a munkafolyamat során. Ezek közé tartozik az Intern's Diary, Whitecoats and Interns. A DVD-n megjelent címe az Amerikai Egyesült Államokban White Coats volt.
1-es régiókóddal 2006. július 25-én, 2-es régiókóddal 2007. május 28-án került kereskedelmi forgalomba a film DVD-változata.